# Destiny Fulfilled
Destiny Fulfilled é o quinto e último álbum de estúdio do girl group americano Destiny's Child. Foi lançado em 16 de novembro de 2004, pela Columbia Records e Sony Urban Music. Um lançamento de retorno, que marcou a volta do trio após entrar em hiato, o que permitiu que cada integrante lançasse álbuns solos. Ao contrário de seus álbuns anteriores, neste disco cada uma das três membros contribuiu igualmente para a composição e produção das músicas. Destiny's Child continuou trabalhando com colaboradores de longa data, como Rockwilder, Swizz Beatz e Rodney Jerkins, além de vários novos produtores. Comercialmente bem sucedido; a obra debutou no número 19 da parada musical Billboard 200 e, na atualização seguinte, saltou para dois. Foi adquirido mais de 497 mil vezes em seus primeiros 8 dias. Como resultado, recebeu três certificações de platina nos Estados Unidos e tornou-se um dos álbuns mais vendidos de 2004 em todo o mundo, com mais de 7 milhões de cópias faturadas.
Quatro singles foram lançados para promovê-lo, com "Lose My Breath" e "Soldier" listando-se entre as três primeiras posições na parada musical Billboard 100. Elas ainda embarcaram na turnê Destiny Fulfilled ... And Lovin' It, em 2005, com 67 apresentações em quatro continentes. Durante um show no Palácio São Jorge, em Barcelona, na Espanha, o grupo anunciou à plateia de 16 mil pessoas que iriam se separar oficialmente assim que a digressão terminasse.

## Antecedentes
"As pessoas nos perguntam porque, Nós somos amigas, Nós gostamos uma das outras, Nós soamos boas juntas. Nós crescemos juntas, e espero que possamos dar um exemplo para outros grupos e outros grupos femininos, especialmente, que você pode apoiar umas as outras e não ser insegura e ser feliz uma pela outra. E é OK, para fazer projetos solo e para crescer e ter uma vida. Mas também é bom voltar juntas ... Nem sempre tem que ser o que a mídia tenta fazer para ser. As mulheres podem se dar bem e ser mulheres de negócios e ser inteligente e não serem sexys o tempo todo."

—Beyoncé
Ao gravar seu terceiro álbum de estúdio do grupo Survivor, no final de 2000, Beyoncé, anunciou que o Destiny's Child, estaria entrando em um hiato que permitiria a cada integrante lançar um álbum solo, que esperavam com isso aumentar ainda mais o interesse do público no grupo. A ideia de lançamentos individuais emanou do gerente do grupo, o pai de Beyoncé, Mathew Knowles. Kelly Rowland, explicou ainda em uma entrevista que o Destiny's Child, esteve presente na mídia por um longo tempo e elas queriam "dar ao público um descanso de DC por um tempo". Durante a mesma entrevista, ela revelou que o trio retornaria ao estúdio no outono de 2003 para começar com o trabalho em um novo álbum.
Duas integrantes do grupo, Beyoncé e Rowland cada lançaram um álbum, enquanto Michelle Williams, lançou dois. Enquanto cada membro conseguiu sucesso doméstico, Beyoncé tinha sido considerado como o mais bem sucedido com o lançamento com Dangerously in Love (2003), que teve um sucesso comercial internacional e aclamação. Isso, juntamente com seus outros projetos em andamento, levou à especulação sobre a dissolução definitiva do Destiny's Child. Em meio a rumores e especulações, Rowland anunciou em 2004, o retorno do grupo ao estúdio para gravar o que se tornaria seu quarto e último álbum. O grupo alegou que a reunião estava destinada a acontecer, e que a sua afinidade é fazer com que elas se mantivessem juntas.
Direito na fabricação do álbum, elas planejaram caminhos separadas depois de carreira de quatorze anos, para facilitar suas buscas continuas em aspirações individuais. Beyoncé observou que seus destinos já estavam cumpridos; No entanto, Destiny's Child alegou que nomear o álbum Destiny Fulfilled, não era uma coincidência do tipo. Beyoncé disse que "o grupo sentiu que ainda tinha algo a oferecer musicalmente" com o álbum antes de acrescentar: "Nós fizemos esse disco para nós mesmas, não para vender um milhão na primeira semana...Isso não significa tanto como o fato de que três amigas, voltaram juntas para fazer outro disco, esse era o nosso destino". Rowland comentou: "Nós éramos como, "você sabe o que, nós estamos ficando mais velhas e nós queremos terminar com uma nota elevada. "Queremos dar aos nossos fãs um grande recorde final". Beyoncé, também comentou sobre a finalidade de sua carreira: "Quem sabe o que vai acontecer em três, cinco ou 10 anos? O principal é que mantenhamos nossa amizade e que o fazemos porque queremos, não porque seja um bom negócio.

## Faixas
| N.º            | Título                                                                                       | Compositor(es) | Produtor(es)                                    | Duração |  |
| 1.             | "Lose My Breath"                                                                             | Beyoncé Knowles Kelly Rowland Michelle Williams Shawn "Jay Z" Carter LaShawn Daniels Sean Garrett Fred Jerkins III Rodney "Darkchild" Jerkins | Beyoncé Darkchild Sean Garrett                  | 4:02    |  |
| 2.             | "Soldier" (featuring T.I. & Lil Wayne)                                                       | Dwayne "Lil Wayne" Carter Rich Harrison Clifford "T.I." Harris Garrett B. Knowles Rowland M. Williams                                         | Beyoncé Rich Harrison                           | 5:25    |  |
| 3.             | "Cater 2 U"                                                                                  | Rodney Jerkins B. Knowles Rowland Ricky "Ric Rude" Lewis Robert Waller M. Williams                                                            | Beyoncé Darkchild Ric Rude                      | 4:07    |  |
| 4.             | "T-Shirt"                                                                                    | Angela Renee Beyincé Vidal Davis Garrett Andre Harris B. Knowles Rowland M. Williams                                                          | Beyoncé Dre & Vidal Sean Garrett                | 4:40    |  |
| 5.             | "Is She the Reason"                                                                          | Garrett B. Knowles Rowland M. Williams Patrick "9th Wonder" Douthit Gene McFadden John Whitehead Victor Carstarphen                           | Beyoncé 9th Wonder                              | 4:47    |  |
| 6.             | "Girl"                                                                                       | Don Davis Eddie Robinson Douthit B. Knowles Garrett Beyince Rowland M. Williams                                                               | Beyoncé 9th Wonder                              | 3:44    |  |
| 7.             | "Bad Habit" (Solo de: Kelly Rowland)                                                         | Rowland Bryan-Michael Cox Kendrick "Wyldcard" Dean Solange Knowles                                                                            | Bryan-Michael Cox Kendrick Dean Solange Knowles | 3:54    |  |
| 8.             | "If"                                                                                         | Big Drawers Charles "Chuck" Jackson Marvin Yancy Dana "Rockwilder" Stinson B. Knowles Rowland M. Williams                                     | Beyoncé Rockwilder Big Drawers Juanita Wynns    | 4:15    |  |
| 9.             | "Free"                                                                                       | Big Drawers Dana Stinson Fonce Mizell Larry Mizell James Carter B. Knowles Rowland M. Williams                                                | Beyoncé Rockwilder                              | 4:51    |  |
| 10.            | "Through with Love" (Vocais de fundo adicionais, realizados por um coro gospel desconhecido) | Garrett B. Knowles Rowland M. Williams Mario Winans                                                                                           | Beyoncé Mario Winans                            | 3:35    |  |
| 11.            | "Love"                                                                                       | B. Knowles Rowland M. Williams Beyince Erron Williams                                                                                         | Beyoncé Erron Williams                          | 4:32    |  |
| Duração total: | Duração total:                                                                               | Duração total: | Duração total:                                  | 47:57   |  |

## Prêmios
| Ano  | Cerimônia    | Nomeação                          | Categoria                                         | Resultado |
| ---- | ------------ | --------------------------------- | ------------------------------------------------- | --------- |
| 2005 | Grammy Award | "Lose My Breath"                  | Best R&B Performance by a Duo or Group with Vocal | Indicação |
| 2006 | Grammy Award | "Cater 2 U"                       | Best R&B Performance by a Duo or Group with Vocal | Indicação |
| 2006 | Grammy Award | "Cater 2 U"                       | Best R&B Song                                     | Indicação |
| 2006 | Grammy Award | "Soldier" (com: T.I. e Lil Wayne) | Best Rap/Sung Collaboration                       | Indicação |
| 2006 | Grammy Award | Destiny Fulfilled                 | Best Contemporary R&B Album                       | Indicação |

## Desempenho nas tabelas musicais
| Chart (2004)                            | Maior posição |
| --------------------------------------- | ------------- |
| Alemanha (Offizielle Deutsche Charts)   | 3             |
| Austrália (ARIA)                        | 11            |
| Áustria (Ö3 Austria Top 40)             | 8             |
| Bélgica (Ultratop Flandres)             | 13            |
| Bélgica (Ultratop Valônia)              | 20            |
| Canadá (Billboard)                      | 3             |
| Dinamarca (Hitlisten)                   | 11            |
| Escócia (Official Scottish Albums)      | 11            |
| Espanha (PROMUSICAE)                    | 7             |
| Estados Unidos (Billboard 200)          | 2             |
| Estados Unidos (Top R&B/Hip Hop Albums) | 1             |
| Finlândia (Suomen virallinen lista)     | 33            |
| França (SNEP)                           | 9             |
| Irlanda (IRMA)                          | 5             |
| Japão (Oricon)                          | 4             |
| Noruega (VG-lista)                      | 12            |
| Nova Zelândia (RMNZ)                    | 21            |
| Países Baixos (Dutch Charts)            | 4             |
| Reino Unido (UK Albums Chart)           | 5             |
| Reino Unido (UK R&B Albums Chart)       | 2             |
| Suécia (Sverigetopplistan)              | 20            |
| Suíça (Schweizer Hitparade)             | 3             |

| Chart (2004)                              | Posição |
| ----------------------------------------- | ------- |
| Austrália (Australian Urban Albums Chart) | 16      |
| Bélgica (Belgian Albums Chart (Flanders)) | 91      |
| França (French Albums Chart)              | 172     |
| Países Baixos (Dutch Albums Chart)        | 72      |
| Mundialmente                              | 8       |
| Suíça (Swiss Albums Chart)                | 77      |
| Chart (2005)                              | Posição |
| Austrália (Australian Albums Chart)       | 51      |
| Austrália (Australian Urban Albums Chart) | 7       |
| Bélgica (Belgian Albums Chart (Flanders)) | 78      |
| EUA (Billboard 200)                       | 7       |
| Japão (Japanese Albums Chart)             | 24      |
| Países Baixos (Dutch Albums Chart)        | 96      |
| Suíça (Swiss Albums Chart)                | 66      |

| Chart (2000–09)     | Rank |
| ------------------- | ---- |
| EUA (Billboard 200) | 133  |